# Žapuže
Žapuže este o localitate din comuna Ajdovščina, Slovenia, cu o populație de 368 de locuitori.